# Nationaal park Sipoonkorpi
Nationaal park Sipoonkorpi (Fins: Sipoonkorven kansallispuisto/ Zweeds: Sibbo Storskogs nationalpark) is een nationaal park in Uusimaa in Finland. Het park werd opgericht in 2011 en is 18,57 vierkante kilometer groot. Het landschap bestaat uit bossen waarin onder andere boomvalk, buizerd en grijskopspecht en bosuil leeft. 